# زیردریایی آی-۵۲ (۱۹۴۲)
زیردریایی آی-۵۲ (۱۹۴۲) (به انگلیسی: Japanese submarine I-52 (1942)) یک زیردریایی بود که طول آن 108.5 m (356 ft) بود. این زیردریایی در سال ۱۹۴۳ ساخته شد.